# 24426 Belova
24426 Belova este o planetă minoră (asteroid), cu un diametru de 14,336 km, din Asteroid troian al lui Jupiter. A fost descoperită pe 2 februarie 2000 la Experimental Test Site⁠(d) de Lincoln Near-Earth Asteroid Research și a fost numită după Elena Belova. 
Obiectul prezintă o orbită caracterizată de o semiaxă mare de 5,2871205 UAi, o excentricitate de 0,0840763, o înclinație de 7,3623 ° în raport cu ecliptica.